# De blinkende boemerang
De blinkende boemerang is het honderdzesde stripverhaal uit de reeks van Suske en Wiske. Het is geschreven en getekend door Paul Geerts.
Het verhaal is gepubliceerd in De Standaard en Het Nieuwsblad van 13 januari 1976 tot en met 22 mei 1976. De eerste albumuitgave in de Vierkleurenreeks was in augustus 1976, met nummer 161.

## Locaties
- Australië, woestijn, oerwoud, Berg der Geesten, Sydney

## Personages
- Suske, Wiske met Schanulleke, tante Sidonia, Lambik, Jerom, professor Barabas, S. Kinknoof (vriend professor Barabas, bioloog), Lowie en zijn vrouw, Sander en Jef (agenten), Ghun en Smook, Balawi (reuzenkangoeroe), boksmanager, Kili en Kala (koala's), Bebeba’s, Tjoeringa’s (geesten der voorvaderen van de Bebeba’s)

## Uitvindingen
- De gyronef

## Het verhaal
Suske, Wiske en tante Sidonia zien op tv een oproep voor twee gevaarlijke criminelen. Per abuis wordt er een foto van de pop van Lambik uit de poppenfilm getoond, en professor S. Kinknook werkt aan een nieuwe expeditie. Lambik wordt zodoende aangezien voor de gezochte misdadiger. Hij vlucht door de stad en verstopt zich in een kartonfabriek. Met een kartonnen vliegtuig kan hij aan de agenten ontsnappen, maar als het begint te regenen stort hij neer bij een groot huis. Het staat hier vol opgezette dieren; Lambik blijkt in het huis van de bioloog S. Kinknook te zijn beland. Hij vermomt zich als kangoeroe en wordt door een medewerker van de zoo gepakt. 
De vrienden horen berichten over een sprekende kangoeroe, waarna ze in de dierentuin zien dat het om Lambik gaat. Lambik kan ontsnappen en belt professor Barabas, maar die lacht hem vooral uit. Professor Barabas vertelt dat S. Kinknook op zoek is naar een diamanten boemerang.
Dan komen de bandieten Ghun en Smook bij Lambik, die verzucht dat zelfs zijn vrienden hem niet meer steunen. Jerom komt intussen terug, hij zat in de selectie van de Olympische Spelen maar mag niet meedoen. 
De vrienden horen via de radio dat het vliegtuig dat S. Kinknook naar Australië bracht is neergestort boven het oerwoud. Ze vertrekken met de gyronef om de vriend van professor Barabas te zoeken. Op hun reis worden ze gehinderd door een vliegtuig dat een koker naar de gyronef werpt. In de koker zit een briefje van Lambik, hij wil na het verraad in de dierentuin niks meer met zijn vrienden te maken hebben. De gyronef wordt geraakt en moet een noodlanding maken, Lambiks vliegtuig raakt een rots en kan nog net de luchthaven van Sydney halen. Lambik bekijkt de stad en komt bij een boksmatch terecht, degene die de reuzenkangoeroe kan verslaan krijgt een grote prijs. Per ongeluk wordt Lambik als deelnemer aangezien en hij weet van het dier te winnen. Lambik wint 100.000 dollar. De organisatie, die dit niet had verwacht, wil eigenlijk niet betalen. De directeur nodigt Lambik uit en voert hem dronken in zijn kantoor. De mannen sluiten Lambik daarna op in een kist en smijten deze boven het oerwoud uit hun helikopter. Lambik wordt door koalabeertjes neergeslagen en meegenomen naar het vliegtuigwrak van S. Kinknook, die schrikt als hij hoort dat zijn vriend Barabas is neergestort in de woestijn. Kinknook vertelt Lambik over de legende over een stam in het oerwoud, die door de zegen van de diamanten boemerang eeuwige jeugd bezit. S. Kinknook vraagt Lambik tevens om op zoek te gaan naar de Berg der Geesten waar de Tjoeringa’s de diamanten boemerang afschieten, nu Kinknook zelf hier niet toe in staat is.
De gyronef is intussen stuk en het lukt nog niet deze te repareren. Jerom zet een zeil op de machine en blaast zo hard dat ze toch vooruit vliegen. De vrienden komen zo ook aan in Sydney. Ze zien een foto van Lambik op de voorpagina van de krant, hij heeft een bokswedstrijd gewonnen. Ze gaan naar de directeur van de bokshal. Jerom moet het opnemen tegen een enorme kerel, maar dit kost hem niet veel moeite. De directeur wordt door Jerom uitgehoord en vertelt dat Lambik ergens in het oerwoud moet zijn. 
Lambik ontmoet in het oerwoud de Bebeba’s, Pygmeeën, die hem houden voor een geschenk van de goden. Hij wordt als hun leider aangesteld. Lambik wil echter ook het geheim van de boemerang nog altijd bemachtigen. 
De gyronef is weer gerepareerd en de vrienden gaan ook naar het oerwoud. 's Nachts wordt Schanulleke gestolen en Wiske achtervolgt het koalabeertje. Wiskes verdwijning wordt ontdekt en de vrienden volgen het spoor dat Wiske heeft achtergelaten. Wiske komt bij S. Kinknook en hoort dat hij malaria heeft, hij liet Wiske lokken door een koalabeertje Schanulleke te laten stelen. Wiske ontdekt dat het koalabeertje praten kan. Dan vinden de vrienden Schanulleke en het koalabeertje. Ze horen het hele verhaal en gaan naar het vliegtuigwrak. Tante Sidonia blijft bij de zieke man. De anderen gaan op zoek naar de Tjoeringa’s en de diamanten boemerang. Dan komen ze Lambik tegen die leider is van de lokale bevolking en ze sluiten uiteindelijk weer vriendschap. Daarna is de Nacht van de Tjoeringa’s en er worden vuren op de berg der geesten aangestoken. Het oerwoud wordt doodstil en de geesten der voorvaderen van de Bebeba’s leggen de diamanten boemerang op het werptuig. Als de boemerang overvliegt, krijgt iedereen een vreemd gevoel. 
S. Kinknook geneest van zijn ziekte en de vrienden horen dat de bevolking weer één jaar jonger is geworden. Dan komt het vliegtuig van Ghun en Smook overgevlogen en ze bestoken de berg met bommen om zo de boemerang te kunnen stelen. Maar Jerom en Lambik kunnen het vliegtuig laten neerstorten, de boemerang is veilig. De vrienden beloven niemand anders over de boemerang te vertellen, zodat anderen niet op zoek gaan naar het ding.

## Achtergronden
- Dit verhaal werd in 1989 ook in het Engels uitgegeven, met de titel "Bob & Bobette" - The Diamond Boomerang (1989).
- De twee bandieten Ghun en Smook ontlenen hun naam aan de televisieserie Gunsmoke.